# 구지시
구지시(일본어: 久慈市)는 일본 이와테현 북동부에 위치하고 태평양과 접한 시이다.
리추 해안 국립공원의 북쪽에 위치해 일본 최북단 바다에서 고기잡이를 하는 "해녀의 북쪽 한계선"이다. 에도 시대에는 일본의 주요 철광석 생산지 중 하나였으며 오늘날에도 호박 생산지로 유명하다. 매년 1월 1일이 되면 동쪽 바다의 새해 해돋이를 볼 수 있는 곳이다.

## 인구
| 연도 | 인구   | ±%     |
| ---- | ------ | ------ |
| 1920 | 24,009 | —      |
| 1930 | 27,611 | +15.0% |
| 1940 | 32,479 | +17.6% |
| 1950 | 40,429 | +24.5% |
| 1960 | 45,025 | +11.4% |
| 1970 | 43,044 | −4.4%  |
| 1980 | 43,683 | +1.5%  |
| 1990 | 42,758 | −2.1%  |
| 2000 | 40,178 | −6.0%  |
| 2010 | 36,875 | −8.2%  |
| 2020 | 33,043 | −10.4% |

|                                            | |
| 구지시의 전국의 연령별 인구 분포（2005년） | 구지시의 연령·남녀별 인구 분포（2005년）                                                                                  |
| ■자주색 ― 구지시 ■녹색 ― 일본전국          | ■파랑색 ― 남자 ■빨간색 ― 여자                                                                                             |
| · 구지시（에 해당되는 지역）의 인구추이    | |
| 일본 총무성 통계국 국세조사 결과           | |
|                                            | 이 그래프는 더 이상 지원되지 않는 레거시 그래프 확장 기능을 사용하고 있습니다. 새로운 차트 확장 기능으로 변환해야 합니다. |

## 기후
장마 때부터 여름에 걸쳐 북동풍의 영향을 강하게 받는 지역으로 알려져 있으며 8월 평균 기온은 21.6℃로 여름에도 매우 냉량하다. 태평양과 접하기 때문에 겨울에 눈이 적고 일조 시간이 비교적 길다. 한편 내륙에 있는 구 야마가타촌 지구는 1월 평균 기온이 -3.1℃로 겨울에 추위가 심하다.
| 구지시의 기후                                                | 구지시의 기후 | 구지시의 기후 | 구지시의 기후 | 구지시의 기후 | 구지시의 기후 | 구지시의 기후 | 구지시의 기후 | 구지시의 기후 | 구지시의 기후 | 구지시의 기후 | 구지시의 기후 | 구지시의 기후 | 구지시의 기후   |
| 월                                                           | 1월           | 2월           | 3월           | 4월           | 5월           | 6월           | 7월           | 8월           | 9월           | 10월          | 11월          | 12월          | 연간            |
| ------------------------------------------------------------ | ------------- | ------------- | ------------- | ------------- | ------------- | ------------- | ------------- | ------------- | ------------- | ------------- | ------------- | ------------- | --------------- |
| 역대 최고 기온 °C (°F)                                       | 16.2 (61.2)   | 22.0 (71.6)   | 23.3 (73.9)   | 32.1 (89.8)   | 33.0 (91.4)   | 33.4 (92.1)   | 35.4 (95.7)   | 36.4 (97.5)   | 34.8 (94.6)   | 29.3 (84.7)   | 23.8 (74.8)   | 21.5 (70.7)   | 36.0 (96.8)     |
| 일평균 최고 기온 °C (°F)                                     | 3.8 (38.8)    | 4.4 (39.9)    | 8.2 (46.8)    | 13.8 (56.8)   | 18.4 (65.1)   | 20.5 (68.9)   | 24.1 (75.4)   | 26.1 (79.0)   | 23.6 (74.5)   | 18.5 (65.3)   | 12.8 (55.0)   | 6.4 (43.5)    | 15.1 (59.1)     |
| 일일 평균 기온 °C (°F)                                       | −0.5 (31.1)   | −0.2 (31.6)   | 3.0 (37.4)    | 8.1 (46.6)    | 12.8 (55.0)   | 16.1 (61.0)   | 20.1 (68.2)   | 21.9 (71.4)   | 18.8 (65.8)   | 12.8 (55.0)   | 6.8 (44.2)    | 1.7 (35.1)    | 10.1 (50.2)     |
| 일평균 최저 기온 °C (°F)                                     | −4.7 (23.5)   | −4.9 (23.2)   | −2.0 (28.4)   | 2.4 (36.3)    | 7.7 (45.9)    | 12.3 (54.1)   | 16.9 (62.4)   | 18.5 (65.3)   | 14.5 (58.1)   | 7.4 (45.3)    | 1.4 (34.5)    | −2.7 (27.1)   | 5.6 (42.0)      |
| 역대 최저 기온 °C (°F)                                       | −16.5 (2.3)   | −17.7 (0.1)   | −13.3 (8.1)   | −7.1 (19.2)   | −2.3 (27.9)   | 1.1 (34.0)    | 7.0 (44.6)    | 7.4 (45.3)    | 3.9 (39.0)    | −2.6 (27.3)   | −7.0 (19.4)   | −12.3 (9.9)   | −17.7 (0.1)     |
| 평균 강수량 mm (인치)                                        | 50.9 (2.00)   | 49.7 (1.96)   | 68.9 (2.71)   | 70.9 (2.79)   | 89.6 (3.53)   | 121.4 (4.78)  | 161.9 (6.37)  | 177.9 (7.00)  | 183.7 (7.23)  | 135.1 (5.32)  | 54.9 (2.16)   | 53.9 (2.12)   | 1,207.9 (47.56) |
| 평균 강설량 cm (인치)                                        | 50 (20)       | 61 (24)       | 35 (14)       | 2 (0.8)       | 0 (0)         | 0 (0)         | 0 (0)         | 0 (0)         | 0 (0)         | 0 (0)         | 0 (0)         | 22 (8.7)      | 169 (67)        |
| 평균 강우일수                                                | 5.3           | 5.9           | 7.4           | 8.2           | 9.7           | 9.9           | 13.3          | 12.5          | 11.4          | 8.4           | 6.6           | 5.4           | 104             |
| 평균 강설일수                                                | 5.7           | 7.6           | 3.3           | 0.2           | 0             | 0             | 0             | 0             | 0             | 0             | 0             | 2.7           | 19.5            |
| 평균 월간 일조시간                                           | 163.2         | 151.4         | 185.0         | 190.3         | 195.4         | 159.9         | 137.4         | 149.8         | 141.9         | 154.0         | 150.0         | 151.0         | 1,936.9         |
| 출처: 일본 기상청 (평년값: 1991년~2020년, 극값: 1976년~현재) |               |               |               |               |               |               |               |               |               |               |               |               |                 |

## 역사
- 1889년 4월 1일 - 정촌제 시행으로 미나미쿠노헤군 구지정, 오사나이촌, 야마네촌, 오카와메촌, 나쓰이촌, 우베촌, 기타쿠노헤군 사무라이하마촌이 성립하였다.
- 1896년 3월 29일 - 미나미쿠노헤군과 기타쿠노헤군이 합병해 구노헤군이 되었다.
- 1952년 6월 1일 - 오사나이촌이 정으로 승격해 구노헤군 오사나이정이 되었다.
- 1954년 11월 3일 - 구지정, 오사나이정, 오카와메촌, 나쓰이촌, 사무라이하마촌, 우베촌, 야마네촌이 합병해 구지시가 되었다.
- 2006년 3월 6일 - 구 구지시와 구노헤군 야마가타촌이 합병해 새로운 구지시가 되었다.

## 교통

### 철도
- 동일본 여객철도 하치노헤선
- 산리쿠 철도 기타리아스선

### 도로
- 하치노헤쿠지 자동차도
- 국도 45호선
- 국도 281호선
- 국도 395호선

## 자매 도시
- 미국 인디애나주 프랭클린
- 리투아니아 클라이페다주 클라이페다